# Пенчо Георгиев
Пенчо Георгиев  (Вратса, 1. фебруар 1900 — Софија, 2. април 1940)  био је бугарски сликар, илустратор, графичар и сценограф.

## Живот и каријера
У родном граду је провео детињство и завршио основно и средње школовања. Рано је остао без оца који је страдао у Балканском рату.  Као  сироче  са 12 година, његов живот у детињству био је препун потешкоћа, које су оставиле последице на његову осетљиву природу форнмирану кроз социјалне сукобе тога времена - у ратовима и социјалном сиромаштву.
По завршетку Првог светског рата преселио се у Софију да би студирао занатску уметност. Дипломирао је 1925. године на Академији уметности у класи примењене и декоративне уметности под менторством проф. Стефана Баџова. Током студија показивао је велико интересовање за сценографску уметност.
По завршетку студија запослио се као сценограф. Његов први посао био израда сценографије за оперу „Пикова дама” Петра Иљича Чајковског у Софијијској опери. Током 1926. године радио је сценографију у за Софијску оперу и Софијски уметнички театар, а од 1926. до 1928. године радио је у државном позоришту у граду Русе (сезоне 1926/27 и 1927/28),  формирајући сопствени сценографија стила.
У јесен 1929. године отпутовао је у Париз у коме се усавршавао код познатог француског декоратера Пола Лаурента . Боравећи у Паризу посећивао је бројне музеје и атеље, и излагао сопствене слике. У главном граду Француске активно је радио графике и гравире у дрвету. Заједно са руским уметником Константином Коровином радио је за Руску оперу у Паризу. У Француској је боравио све до 1932. године.
Након повратка у Бугарску, Пенчо Георгиев је стварао у разним областима уметности:
- Илустровао је књиге и уџбенике,
- Учествовао у уређењу ентеријера разних објеката,
- Обавља бројне услужне делатности.[2]

Аутор је сценографије за више од 30 позоришних представа широм Бугарске. Радио је за Народно позориште и Националну оперу Бугарске и истовремено свесрдно помагао многим у позориштима у бугарским провинцијама Паралелно са радом у позоришту активно је и сликао.
Преминуо је 2. априла 1940. године у инциденту у Народном позоришту у Софији, када је током рада на позоришној сценографији за представу „Саламбо“, пао у механизам позоришне дизалице. Преминуо је моментално од задобијених повреда.
Његов унук је немачки филолог и преводилац Александар Зитзман, који је написао књигу о свом деду.

## Уметничко стваралаштво
Пенчо Георгиев је своје уметничко стваралаштво испољио у три области ликовних уметности — сликарству, илустрацији и позоришној сценографији.
Акварели и темпера
Као сликар углавном је радио слике у акварелу и темпери, у блеђем колориту али са јасно сажетом композицијом. Своја прва познатија дела у овој врсти уметности створио је радећи у Русену, међу које спадају слике: На самртничкој постељи Към пазара, Задушница, Просидба и  Дунавски рибари.
За време боравка У Паризу створио је своје чувене слике: Орач, Продавац птица, Незапослени, Луталица, Кабаре и још много тога.
Последњих година свог живота Пенчо Георгиев је експериментиса је са различитим сликарским техникама. Тако су настале слике Песма за успаванку, Јастребови и Сахрана.
Илустарције књига
Мање је познат као илустратор књига. Пенчо Георгиев први је илустровао књигу Максима Горког у Бугарској - романе „Тома Гордејева” и „Мајка”. Илустровао је уџбенике и дечје књиге - „Иглики”  Емануела Попдимитрова , „Божији дарови”  Георгија Рајчева и  „Мики Микијево венчање”  Николаја Фала.
Сценографија
Његово најпознатије уметничко дело је позоришна сценографија. У свом раном периоду стварања настале су сценографије за представе „Пикова дама”"  Чајковског, „Срећа”  Кноблауха, „Мајстори”  Рача Стојанова , „Под јармом” Ивана Вазова и друга. После боравка у Француској постигао је највећи успех у сценографији. Из тог периода је његова сценографија за „Оберон“  Карла Вербера, „Иванко“  Васила Друмева, „Янините девет братя“  Љбомир Пипков, „Лепа Јелена“ Жака Офенбаха и „Хамлет“ Виљема Шекспира.

### Изложбе
Учествовао је на изложбама у Бугарској и иностранству. Ликовне радове је излагао на Јесењем салону у Паризу 1929. године, као и на изложбама у Варшави, Прагу, Кошицама, Љубљани и Загребу. Редовно је приказивао радове и на колективним ликовним изложбама.
Сценографију је приказао на миланском тријеналу 1936. године

### Признања
Радови Пенча Георгиева данс се налазе у поставкама Националне уметничке галерије Бугарске, Софијске градске уметничке галерије и градских галерија у Сливену и Враци.

## Галерија
- (1931)
- (1927)
- (1931)
- (1930s)